# Unterweißbach
Unterweißbach ist eine Gemeinde im Landkreis Saalfeld-Rudolstadt (Thüringen). Die Gemeinde gehört der Verwaltungsgemeinschaft Schwarzatal an, die ihren Verwaltungssitz in der Stadt Schwarzatal hat.

## Geografie
Unterweißbach ist ein Straßendorf, das sich über etwa drei Kilometer Länge im Lichtetal erstreckt. Das Tal ist hier über 200 Meter tief. In Unterweißbach mündet der von Oberweißbach kommende Weißbach in die Lichte. Im südlichen Gemeindegebiet liegt die drittgrößte Talsperre Thüringens, die Talsperre Leibis-Lichte. Etwa 300 Meter vor der über 100 Meter hohen Staumauer endet der Ortsteil Quelitz, der im Norden nahtlos mit Unterweißbach zusammengewachsen ist. In der Mitte des Ortsgebietes folgt die Einmündung des Weißbaches von links in die Lichte. Weiter talabwärts folgt dann der Ortsteil Mankenbachsmühle, welcher im Jahr 2018 angegliedert wurde. Links davon schließt sich der seit 1994 bestehende Ortsteil Neu-Leibis an, das unter anderen die Einwohner beherbergt, die Leibis auf Grund des Talsperrenbaus verlassen mussten. Hier mündet die Lichte von rechts in die Schwarza ein. Die Umgebung von Unterweißbach ist äußerst waldreich. Der höchste Berg ist der zwei Kilometer südöstlich gelegene 709 Meter hohe Quittelsberg.

### Nachbargemeinden
Im Uhrzeigersinn, beginnend im Norden: Sitzendorf – Döschnitz – Rohrbach – Meura – Neuhaus am Rennweg – Deesbach – Schwarzatal – Königsee

### Gemeindegliederung
Zur Gemeinde Unterweißbach gehören die Ortsteile:
- Blechhammer
- Mankenbachsmühle
- Neu-Leibis
- Quelitz
- Unterweißbach

## Geschichte
Die erste urkundliche Erwähnung Unterweißbachs im Erbzinsregister fällt ins Jahr 1394, der Ortsteil Quelitz wird bereits 1370 das erste Mal erwähnt. Bis 1918 gehörte der Ort zur Oberherrschaft des Fürstentums Schwarzburg-Rudolstadt. Von 1908 bis 1930 (Konkurs) war Unterweißbach wegen seiner Schwarzburger Werkstätten für Porzellankunst europaweit bekannt.
Gegen Ende des Zweiten Weltkrieges wurden drei Häftlinge des „Arbeitserziehungslagers Römhild“ bzw. des KZ-Außenkommandos SIII Ohrdruf während der Todesmärsche von der SS-Wachmannschaft ermordet und später auf dem Friedhof begraben.
Zu DDR-Zeiten unterhielt der VEB Industriemontagen für Kinder seiner Betriebsangehörigen (IMO) (Betrieb des VE Metall-Leichtbaukombinats (MLK)) in Unterweißbach ein Betriebsferienlager.

## Politik

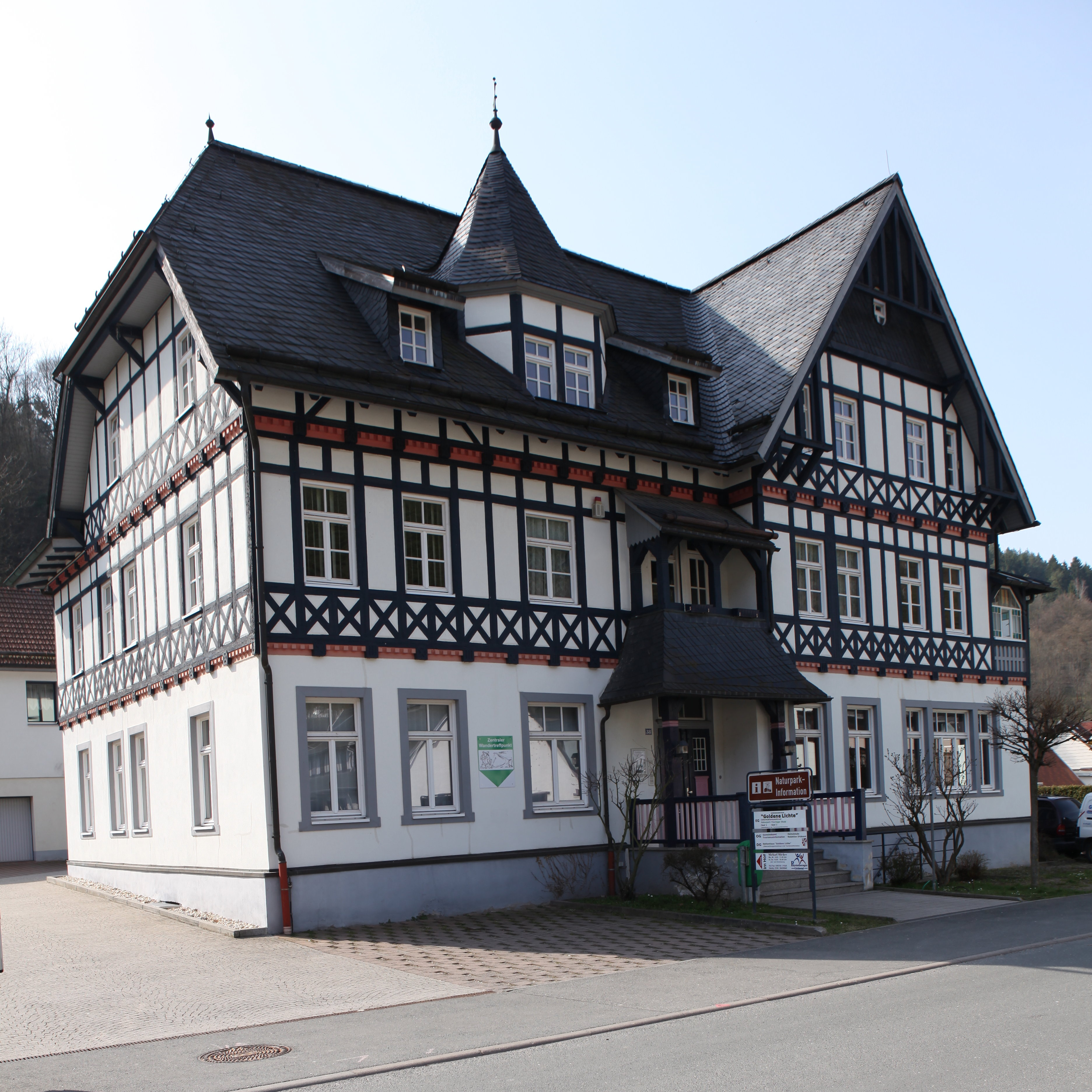
Gemeindeverwaltung

### Gemeinderat
Der Rat der Gemeinde Unterweißbach besteht aus acht Ratsfrauen und Ratsherren. Diese werden aus den Listen der örtlichen Vereine gewählt.

### Bürgermeister
Der ehrenamtliche Bürgermeister Steffen Günther wurde am 28. Juli 2016 vereidigt.

## Kirche
Die evangelische Kirchengemeinde Unterweißbach gehört zum Kirchspiel Döschnitz-Lichte mit den Kirchengemeinden Döschnitz, Meura, Sitzendorf, Unterweißbach und Schwarzburg sowie Lichte-Wallendorf, Piesau und Schmiedefeld.

## Kultur und Sehenswürdigkeiten
- Dorfkirche Unterweißbach
- Heimatstube Unterweißbach

## Söhne und Töchter der Gemeinde
- Georg Gottfried Rudolph (1778–1840), Privatsekretär von Friedrich Schiller
- Friedrich Jahn, Orgelbauer in Dresden (1798–1875), geboren im Ortsteil Quelitz
- Klaus Schwabe (1939–2017), Bildhauer und Grafiker

## Wirtschaft und Infrastruktur
Früher war die Wirtschaft des Ortes von Schieferbergbau, Porzellanherstellung und verschiedener Kleinindustrie geprägt. Heute ist der Tourismus ein wichtiger Wirtschaftsfaktor.
Unterweißbach ist heute ein Sackgassendorf, da oberhalb des Ortes die große Talsperre Leibis-Lichte liegt. Nächstgelegener Bahnhof ist der Bf Sitzendorf-Unterweißbach an der Schwarzatalbahn von Katzhütte nach Rottenbach etwa zwei Kilometer nördlich des Ortskernes.